# Lecythidaceae
Lecythidaceae is een botanische naam, voor een familie van tweezaadlobbige planten. Een familie onder deze naam wordt universeel geaccepteerd door systemen voor plantentaxonomie, en zo ook door het APG-systeem (1998) en het APG II-systeem (2003).
Wel wisselt de omschrijving van auteur tot auteur. In het algemeen gesproken blijkt de familie telkens weer te groeien, omdat meer soorten ingevoegd worden. Het gaat om een niet al te grote familie, van enkele honderden soorten, van (meest) bomen in de tropen.
Het in Nederland bekendste product geleverd door deze familie is de paranoot.

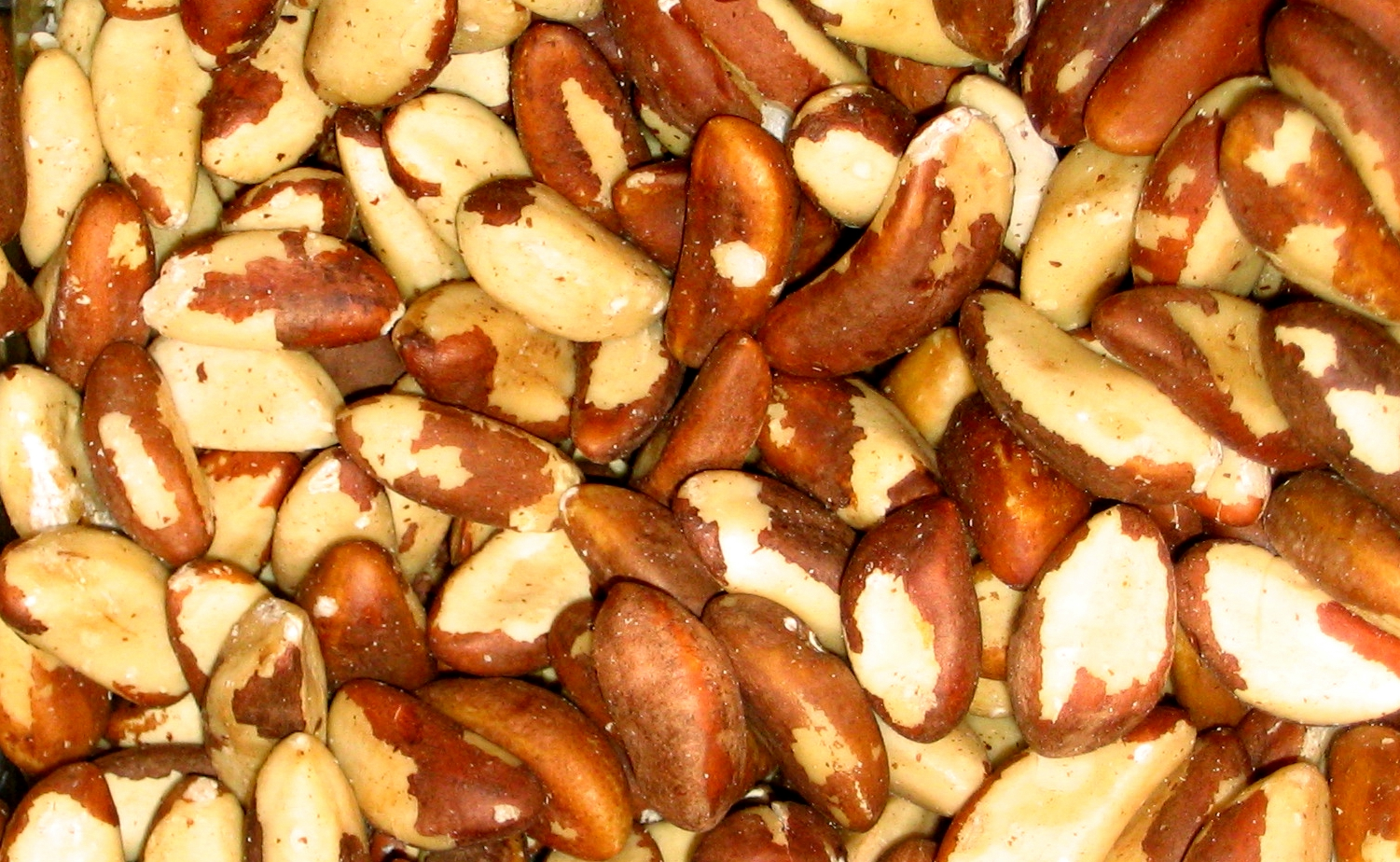
paranoten

In het Cronquist-systeem (1981) was de plaatsing van de familie in de orde Lecythidales. Daarentegen plaatste het Wettstein-systeem (1935) haar in de orde Myrtales.